# Murici dos Portelas
Murici dos Portelas est une municipalité brésilienne située dans l'État du Piauí.